# Aigle
Aigle é uma  comuna suíça do Cantão de Vaud, pertencente ao distrito de Aigle, da qual é a capital, e fica rodeada por Yvorne, Leysin, Ormont-Dessous, Ollon, Collombey-Muraz e Vouvry.

## História
Em 1885 começa a falar-se entre o habitantes e os directores dos hotéis e sanatórios de Leysin de uma ligação por eléctrico e em Setembro de 1891 é feito um pedido para a criação de um caminho de ferro misto, aderência/cremalheira, entre Aigle e Leysin, a Linha  Aigle-Leysin (AL), com 6,9 km de comprimento. Uma petição é lançada por Aigle-Aldeia para a construção de uma estação de caminho de ferro
Depois de ser ter optado pela bitola métrica, foi aberta uma porção por eléctrico entre Aigle e o Grande Hotel dos Banhos, em Aigle. A inauguração teve lugar a 5 de Maio de 1910, quando se trabalhava na extensão até Feydey, que ela foi inaugurada a 5 de Novembro desse ano.

## Castelo
Em 1489, depois de um incêndio de 1475, foi reconstruído o castelo que havia sido edificado nos séculos XI e XII. Durante a ocupação pelos Senhores de Berna ele serviu de residência dos governadores, e posteriormente como prisão. Em 1973 depois destas terem ido para local próprio, procedeu-se à restauração do castelo para aí se instalar o Museu da vinha e do vinho que foi aberto em 1976 em pleno centro de uma região de velhas tradições vinícolas, a da região de Lavaux.
O Castelo de Aigle está nomeio das vinhas e de uma tradição vinícola milenária onde o Chasselas, que produz o vinho branco seco, ocupa uma posição central. Esta vinha é cultivada no Vale do Ródano e na região do Lago Lemano no cantão de  Vaud , principalmente em Lavaux, um sítio inscrito ai Património Mundial da UNESCO

## Museu da Vinha e do Vinho
O Museu da Vinha e do Vinho de Aigle encontra-se no Castelo de Aigle no  Vaud . Foi fundado pela Confrérie du Guillon para salvar o património vinícola vaudois, o museu reúne vários objectos relacionados com a vinha e o vinho. O museu aborda estes temas sob o ponto de vista da paisagem como o Lavaux, da biodiversidade, e da educação do gosto.

## Transportes
Graças à sua posição entre planície e montanha é um importante encontro de linhas de caminho de ferro como os oferecidos pelos Transportes públicos do Chablais (TPC), pois que  além de uma boa rede de autocarros ainda tem:

### Combóio
- a Linha do Simplon - Lausana-Briga dos Caminhos de Ferro Federais (CFF)
- os Transportes públicos do Chablais com três linhas a partir de Aigle para: Leysin, ou Chapéry]], ou Biablerets

### Estrada
Estrada nacional
- 9 : Vallorbe - Lausana - Aigle - Sion - Briga - Colo do Simplon
- 11 : Vionnaz - Aigle - Colo des Mosses - Spiez - Wassen

Autoestrada
- A9 Vallorbe-Lausana-Briga

## Imagens
A cidade tem três quarteirões importantes, o do Burgo, da Capela, da Fonte.

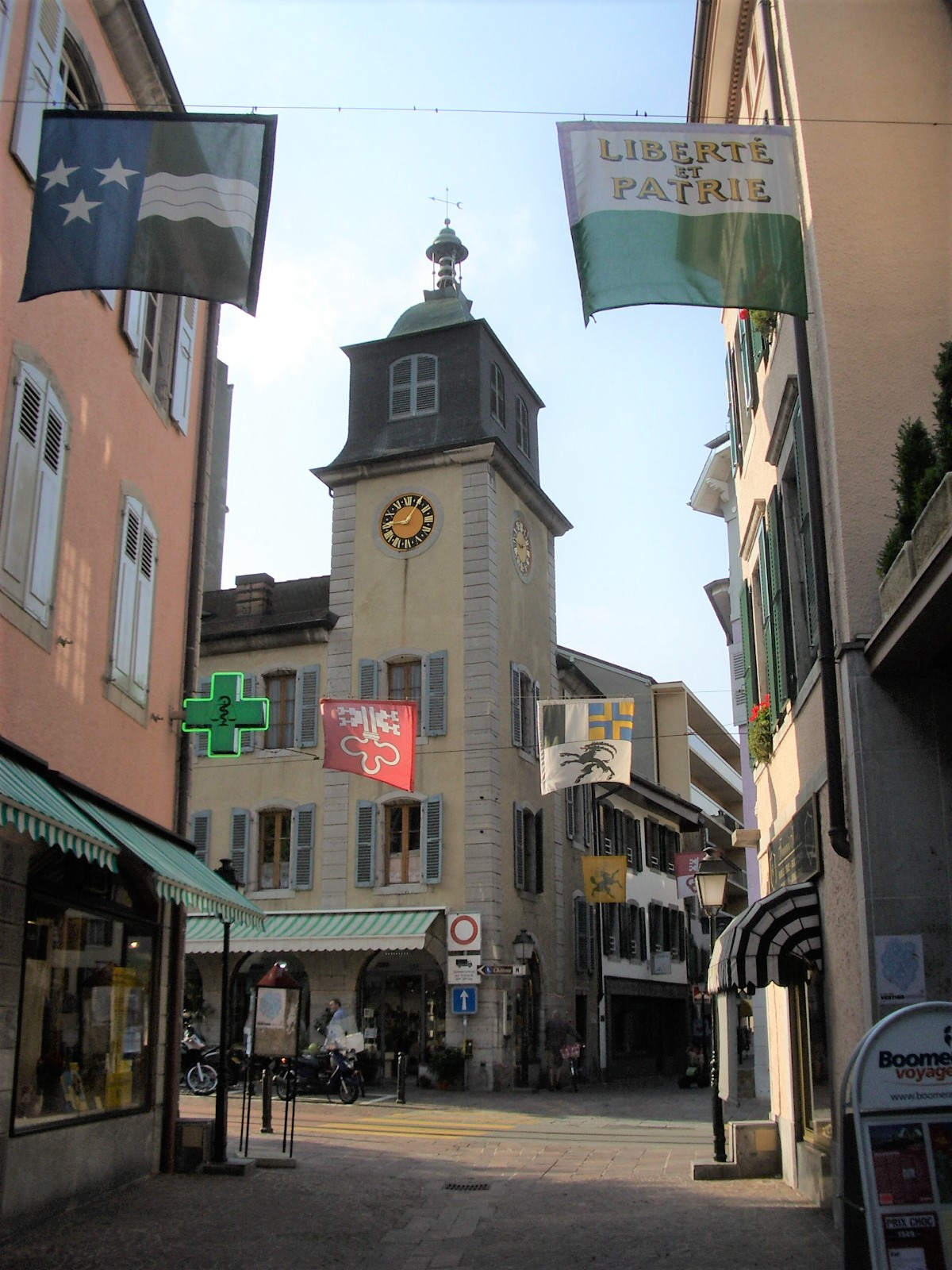
No "Burgo"
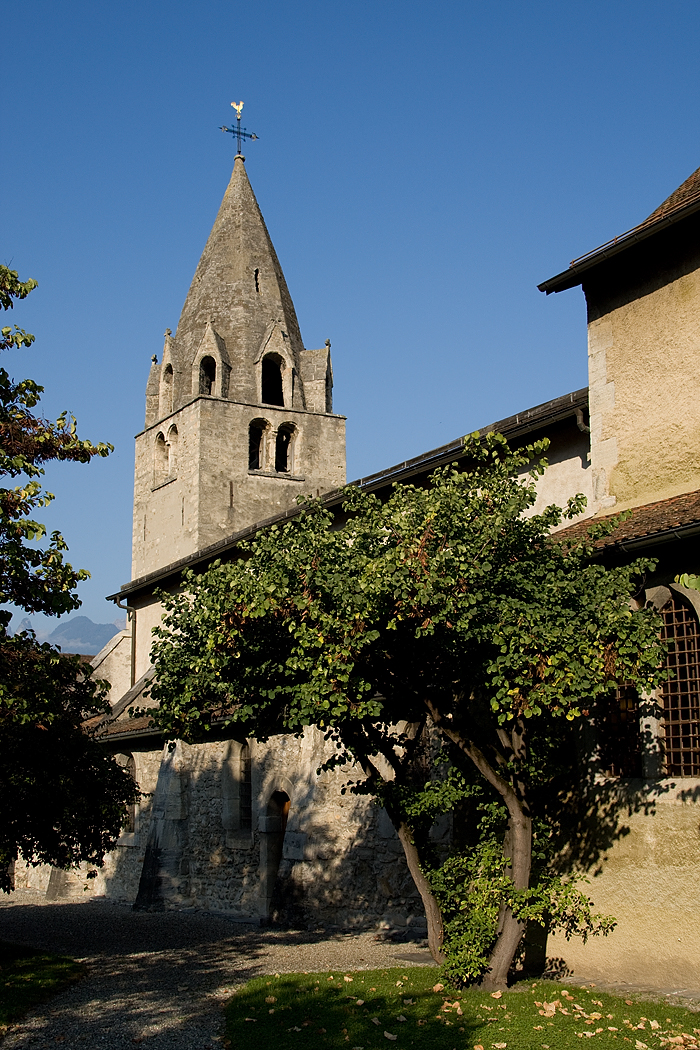
Na "Capela"
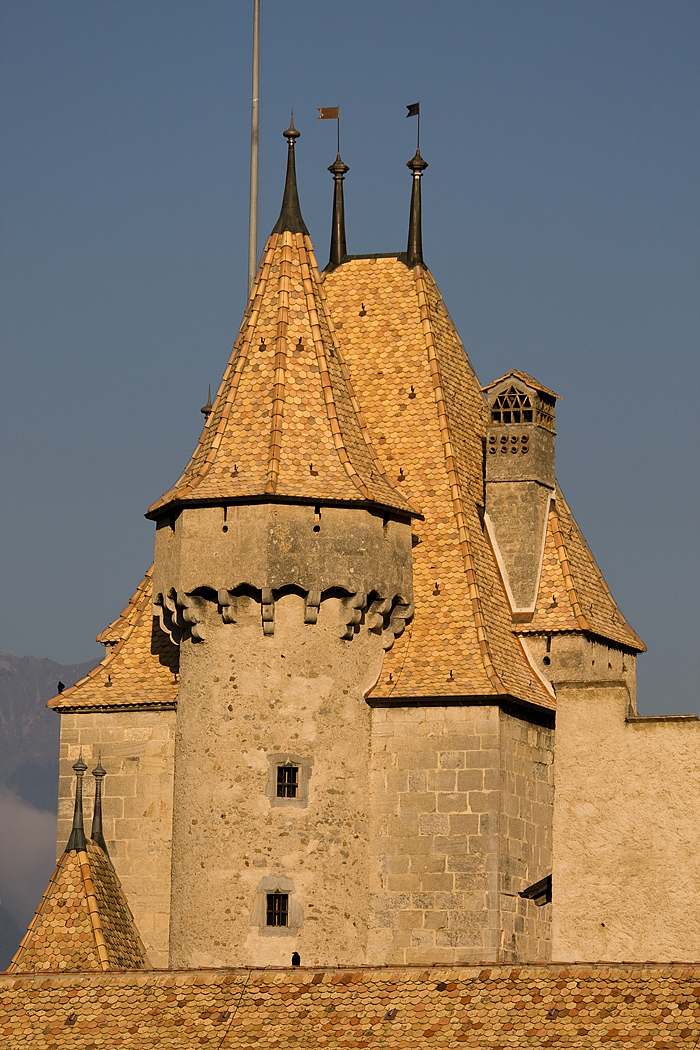
Detalhe do Castelo
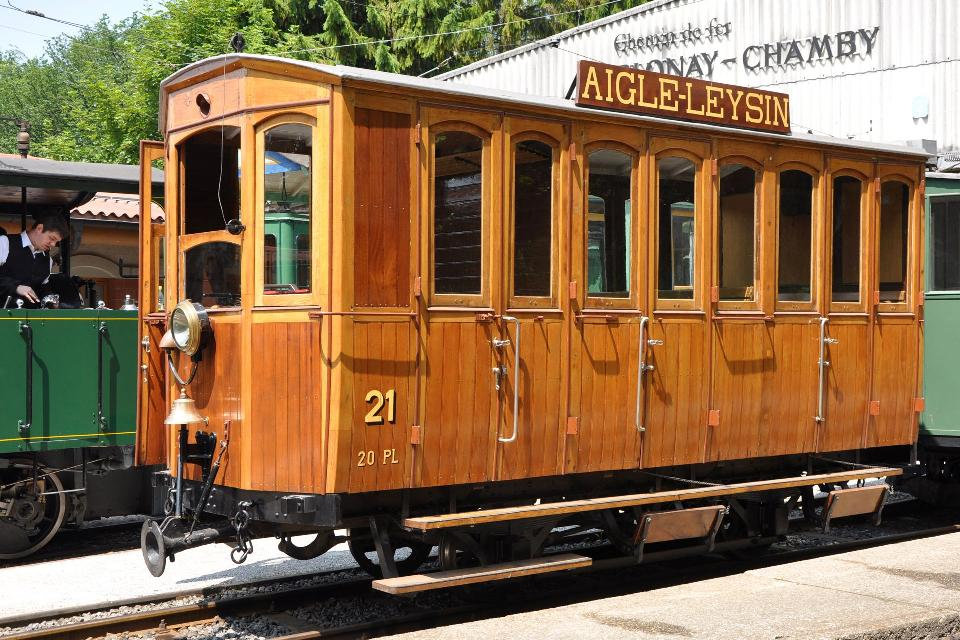
Um eléctrico da AL
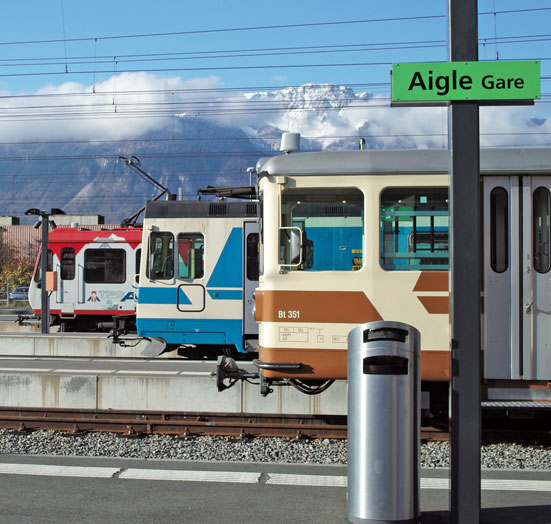
Comboios da TPC